# Věra Zvonarevová
Věra Zvonarevová (rusky Вера Игоревна Звонарёва, Věra Igorevna Zvonarjova, * 7. září 1984 Moskva) je ruská profesionální tenistka, vítězka tří grandslamů v ženské čtyřhře a dvou ve smíšené čtyřhře. Na Letních olympijských hrách 2008 v Pekingu získala bronzovou medaili ve dvouhře.
Na žebříčku byla ve dvouhře nejvýše klasifikována v říjnu 2010 na 2. místě a ve čtyřhře v únoru 2024 na 7. místě. Ve své dosavadní kariéře vyhrála na okruhu WTA dvanáct turnajů ve dvouhře a šestnáct ve čtyřhře, včetně Turnaje mistryň 2023. V sérii WTA 125 vybojovala dvě deblové trofeje.
S tenisem začala v šesti letech a profesionálkou se stala v roce 2000. První finále grandslamu si zahrála ve Wimbledonu 2010, kde nestačila na světovou jedničku Serenu Williamsovou. Do boje o titul postoupila i na následujícím US Open 2010. Proti Belgičance Kim Clijstersové však uhrála jen tři hry. V ženské čtyřhře triumfovala s Francouzkou Dechyovou na US Open 2006, s krajankou Kuzněcovovou na Australian Open 2012 a v páru s Němkou Laurou Siegemundovou na US Open 2020, s níž také prohrála finále na US Open 2023. Ve smíšené čtyřhře ovládla s Američanem Bobem Bryanem newyorské US Open 2004 a po boku Izraelce Andyho Rama londýnský Wimbledon 2006. Z finále Turnaje mistryň 2008 v Dauhá odešla poražena od Venus Williamsové.
Po vleklých zraněních ramene oznámila v roce 2016, že je vdaná a má dceru Evelínu. Na okruh se vrátila po dvouleté přestávce na jaře 2017 turnajem ITF v Istanbulu. Na Tashkent Open 2017 pak postoupila do prvního semifinále dvouhry od Turnaje mistryň 2011. Ve čtyřhře St. Petersburg Ladies Trophy 2018 získala se Švýcarkou Timeou Bacsinszkou první titul od roku 2012.
V ruském týmu Billie Jean King Cupu debutovala v roce 2003 čtvrtfinálovým utkáním Světovou skupiny proti Slovinku. Do roku 2024 v soutěži nastoupila k osmi mezistátním utkáním s bilancí 7–2 ve dvouhře a 1–0 ve čtyřhře.

## Tenisová kariéra

### 2011
V sezóně získala dva tituly ve dvouhře.
První z nich si připsala po více než ročním čekání na Qatar Ladies Open, když ve finále porazila tehdejší světovou jedničku Caroline Wozniackou. Druhý turnajový triumf vyhrála na úvodním ročníku ázerbájdžánského Baku Cupu, po finálové výhře nad krajankou Xenijí Pervakovou. Na dalších dvou událostech prošla do finále. Jednalo se o Mercury Insurance Open a Toray Pan Pacific Open, na nichž vždy v boji o titul nestačila na Polku Agnieszku Radwańskou.
Na úvodním grandslamu, melbournském Australian Open, postoupila do semifinále. Na její raketě zůstaly Češky Lucie Šafářová, Iveta Benešová a Petra Kvitová, než podlehla pozdější vítězce Kim Clijstersové ve dvou sadách. Na antukovém French Open vypadla ve čtvrtém kole s krajankou Anastasijí Pavljučenkovovou po třísetovém průběhu. Ve Wimbledonu ji ve třetím kole vyřadila Bulharka Cvetana Pironkovová. Ve čtvrtfinále závěrečného majoru sezóny US Open dohrála na raketě pozdější šampionky Samanthy Stosurové.
Na Turnaji mistryň porazila Wozniackou. Ani sadu nezískala proti Kvitové, která turnaj ovládla. Mečboly pak za stavu 5–3 ve třetím setu nevyužila proti Radwańské, aby nakonec rozhodující sadu prohrála 5–7. Přesto se z druhého místa opět probojovala do semifinále, v němž podlehla Bělorusce Viktorii Azarenkové.
Sezónu ukončila jako sedmá hráčka žebříčku WTA, což znamenalo meziroční propad o pět míst.

## Finále na Grand Slamu

### Ženská dvouhra: 2 (0–2)
| Stav       | rok  | turnaj    | povrch | soupeřka ve finále | výsledek |
| ---------- | ---- | --------- | ------ | ------------------ | -------- |
| Finalistka | 2010 | Wimbledon | tráva  | Serena Williamsová | 3–6, 2–6 |
| Finalistka | 2010 | US Open   | tvrdý  | Kim Clijstersová   | 2–6, 1–6 |

### Ženská čtyřhra: 5 (3–2)
| Stav       | rok  | turnaj          | povrch | spoluhráčka          | soupeřky ve finále                    | výsledek       |
| ---------- | ---- | --------------- | ------ | -------------------- | ------------------------------------- | -------------- |
| Vítězka    | 2006 | US Open         | tvrdý  | Nathalie Dechyová    | Dinara Safinová Katarina Srebotniková | 7–6, 7–5       |
| Finalistka | 2010 | Wimbledon       | tráva  | Jelena Vesninová     | Vania Kingová Jaroslava Švedovová     | 6-7(6–8), 2-6  |
| Vítězka    | 2012 | Australian Open | tvrdý  | Světlana Kuzněcovová | Sara Erraniová Roberta Vinciová       | 5–7, 6–4, 6–3  |
| Vítězka    | 2020 | US Open (2)     | tvrdý  | Laura Siegemundová   | Nicole Melicharová Sü I-fan           | 6–4, 6–4       |
| Finalistka | 2023 | US Open         | tvrdý  | Laura Siegemundová   | Gabriela Dabrowská Erin Routliffeová  | 6–7(9–11), 3–6 |

### Smíšená čtyřhra: 2 (2–0)
| Stav    | rok  | turnaj    | povrch | spoluhráč | soupeři ve finále               | výsledek |
| ------- | ---- | --------- | ------ | --------- | ------------------------------- | -------- |
| Vítězka | 2004 | US Open   | tvrdý  | Bob Bryan | Alicia Moliková Todd Woodbridge | 6–3, 6–4 |
| Vítězka | 2006 | Wimbledon | tráva  | Andy Ram  | Bob Bryan Venus Williamsová     | 6–3, 6–2 |

## Finále Turnaje mistryň

### Dvouhra: 1 (0–1)
| Stav       | rok  | turnaj       | povrch | soupeřka ve finále | výsledek           |
| ---------- | ---- | ------------ | ------ | ------------------ | ------------------ |
| Finalistka | 2008 | Dauhá, Katar | tvrdý  | Venus Williamsová  | 7–6(7–5), 0–6, 2–6 |

### Čtyřhra: 1 (1–0)
| Stav    | Rok  | turnaj         | povrch | spoluhráčka        | soupeřky ve finále                            | výsledek |
| ------- | ---- | -------------- | ------ | ------------------ | --------------------------------------------- | -------- |
| Vítězka | 2023 | Cancún, Mexiko | tvrdý  | Laura Siegemundová | Nicole Melicharová-Martinezová Ellen Perezová | 6–4, 6–4 |

## Finále na okruhu WTA Tour
| Legenda                                                          |
| ---------------------------------------------------------------- |
| D – dvouhra; Č – čtyřhra                                         |
| Grand Slam (0–2 D; 3–2 Č)                                        |
| Turnaj mistryň (0–1 D, 1–0 Č)                                    |
| Tier I / Premier Mandatory & Premier 5 / WTA 1000 (1–6 D; 4–1 Č) |
| Tier II / Premier / WTA 500 (1–4 D; 2–3 Č)                       |
| Tier III, IV & V / International / WTA 250 (10–5 D; 6–1 Č)       |

### Dvouhra: 30 (12–18)
| Stav       | č.  | datum             | turnaj                                | povrch     | soupeřka ve finále      | výsledek             |
| ---------- | --- | ----------------- | ------------------------------------- | ---------- | ----------------------- | -------------------- |
| Finalistka | 1.  | 14. července 2002 | Palermo, Itálie                       | antuka     | Mariana Diazová-Olivová | 7–6(8–6), 1–6, 3–6   |
| Vítězka    | 1.  | 4. května 2003    | Bol, Chorvatsko                       | antuka     | Conchita Martínezová    | 6–1, 6–3             |
| Vítězka    | 2.  | 21. února 2004    | Memphis, Spojené státy                | tvrdý (h)  | Lisa Raymondová         | 4–6, 6–4, 7–5        |
| Finalistka | 2.  | 22. srpna 2004    | Cincinnati, Spojené státy             | tvrdý      | Lindsay Davenportová    | 3–6, 2–6             |
| Finalistka | 3.  | 7. listopadu 2004 | Filadelfie, Spojené státy             | tvrdý (h)  | Amélie Mauresmová       | 6–3, 2–6, 2–6        |
| Vítězka    | 3.  | 19. února 2005    | Memphis, Spojené státy                | tvrdý (h)  | Meghann Shaughnessyová  | 7–6(7–3), 6–2        |
| Finalistka | 4.  | 7. ledna 2006     | Auckland, Nový Zéland                 | tvrdý      | Marion Bartoliová       | 2–6, 2–6             |
| Vítězka    | 4.  | 18. června 2006   | Birmingham, Spojené království        | tráva      | Jamea Jacksonová        | 7–6(12–10), 7–6(7–5) |
| Vítězka    | 5.  | 23. července 2006 | Cincinnati, Spojené státy             | tvrdý      | Katarina Srebotniková   | 6–2, 6–4             |
| Finalistka | 5.  | 6. ledna 2007     | Auckland, Nový Zéland                 | tvrdý      | Jelena Jankovićová      | 6–7(9–11), 7–5, 3–6  |
| Finalistka | 6.  | 11. ledna 2008    | Hobart, Austrálie                     | tvrdý      | Eleni Daniilidou        | bez boje             |
| Finalistka | 7.  | 24. února 2008    | Dauhá, Katar                          | tvrdý      | Maria Šarapovová        | 1–6, 6–2, 0–6        |
| Finalistka | 8.  | 20. dubna 2008    | Charleston, Spojené státy             | antuka     | Serena Williamsová      | 4–6, 6–3, 3–6        |
| Vítězka    | 6.  | 4. května 2008    | Praha, Česko                          | antuka     | Viktoria Azarenková     | 7–6(7–2), 6–2        |
| Vítězka    | 7.  | 21. září 2008     | Kanton, Čína                          | tvrdý      | Pcheng Šuaj             | 6–7(4–7), 6–0, 6–2   |
| Finalistka | 9.  | 12. října 2008    | Moskva, Rusko                         | tvrdý (h)  | Jelena Jankovićová      | 2–6, 4–6             |
| Finalistka | 10. | 26. října 2008    | Linec, Rakousko                       | tvrdý (h)  | Ana Ivanovićová         | 2–6, 1–6             |
| Finalistka | 11. | 9. listopad 2008  | Turnaj mistryň, Katar                 | tvrdý      | Venus Williamsová       | 7–6(7–5), 0–6, 2–6   |
| Vítězka    | 8.  | 15. února 2009    | Pattaya, Thajsko                      | tvrdý      | Sania Mirzaová          | 7–5, 6–1             |
| Vítězka    | 9.  | 22. března 2009   | Indian Wells, Spojené státy           | tvrdý      | Ana Ivanovićová         | 7–6(7–5), 6–2        |
| Vítězka    | 10. | 14. února 2010    | Pattaya, Thajsko (2)                  | tvrdý      | Tamarine Tanasugarnová  | 6–4, 6–4             |
| Finalistka | 12. | 18. dubna 2010    | Charleston, Spojené státy             | antuka (z) | Samantha Stosurová      | 0–6, 3–6             |
| Finalistka | 13. | 4. července 2010  | Wimbledon, Londýn, Spojené království | tráva      | Serena Williamsová      | 3–6, 2–6             |
| Finalistka | 14. | 23. srpen 2010    | Montreal, Kanada                      | tvrdý      | Caroline Wozniacká      | 3–6, 2–6             |
| Finalistka | 15. | 11. září 2010     | US Open, New York, Spojené státy      | tvrdý      | Kim Clijstersová        | 2–6, 1–6             |
| Finalistka | 16. | 11. října 2010    | Peking, Čína                          | tvrdý      | Caroline Wozniacká      | 3–6, 6–3, 3–6        |
| Vítězka    | 11. | 26. února 2011    | Dauhá, Katar                          | tvrdý      | Caroline Wozniacká      | 6–4, 6–4             |
| Vítězka    | 12. | 24. července 2011 | Baku, Ázerbájdžán                     | tvrdý      | Xenija Pervaková        | 6–1, 6–4             |
| Finalistka | 17. | 7. srpna 2011     | San Diego, Spojené státy              | tvrdý      | Agnieszka Radwańská     | 3–6, 4–6             |
| Finalistka | 18. | 1. října 2011     | Tokio, Japonsko                       | tvrdý      | Agnieszka Radwańská     | 3–6, 2–6             |

### Čtyřhra: 23 (16–7)
| Stav       | č.  | datum             | turnaj                                | povrch      | spoluhráčka              | soupeřky ve finále                          | výsledek         |
| ---------- | --- | ----------------- | ------------------------------------- | ----------- | ------------------------ | ------------------------------------------- | ---------------- |
| Finalistka | 1.  | 5. října 2003     | Moskva, Rusko                         | koberec (h) | Anastasija Myskinová     | Meghann Shaughnessyová Naďa Petrovová       | 3–6, 4–6         |
| Finalistka | 2.  | 21. února 2004    | Memphis, Spojené státy                | tvrdý (h)   | Maria Šarapovová         | Meilen Tuová Asa Svenssonová                | 4–6, 6–7(0–7)    |
| Vítězka    | 1.  | 10. října 2004    | Moskva, Rusko                         | Koberec (h) | Anastasija Myskinová     | Virginia Ruanová Pascualová Paola Suárezová | 6–3, 4–6, 6–2    |
| Vítězka    | 2.  | 2. května 2005    | Berlín, Německo                       | antuka      | Jelena Lichovcevová      | Cara Blacková Liezel Huberová               | 4–6, 6–4, 6–3    |
| Finalistka | 3.  | 18. června 2005   | Eastbourne, Spojené království        | tráva       | Jelena Lichovcevová      | Rennae Stubbsová Lisa Raymondová            | 3–6, 5–7         |
| Finalistka | 4.  | 31. července 2005 | Stanford, Spojené státy               | tvrdý       | Jelena Lichovcevová      | Rennae Stubbsová Cara Blacková              | 3–6, 5–7         |
| Vítězka    | 3.  | 2. ledna 2006     | Auckland, Nový Zéland                 | tvrdý       | Jelena Lichovcevová      | Émilie Loitová Barbora Strýcová             | 6–3, 6–4         |
| Vítězka    | 4.  | 28. srpna 2006    | US Open, New York, Spojené státy      | tvrdý       | Nathalie Dechyová        | Dinara Safinová Katarina Srebotniková       | 7–6(7–5), 7–5    |
| Finalistka | 5.  | 20. července 2008 | Stanford, Spojené státy               | tvrdý       | Jelena Vesninová         | Cara Blacková Liezel Huberová               | 4–6, 3–6         |
| Vítězka    | 5.  | 21. března 2009   | Indian Wells, Spojené státy           | tvrdý       | Viktoria Azarenková      | Gisela Dulková Šachar Pe'erová              | 6–4, 3–6, 10–5   |
| Finalistka | 6.  | 5. července 2010  | Wimbledon, Londýn, Spojené království | tráva       | Jelena Vesninová         | Vania Kingová Jaroslava Švedovová           | 6–7(6–8), 2–6    |
| Vítězka    | 6.  | 26. ledna 2012    | Australian Open, Melbourne, Austrálie | tvrdý       | Světlana Kuzněcovová     | Sara Erraniová Roberta Vinciová             | 5–7, 6–4, 6–3    |
| Vítězka    | 7.  | 4. února 2018     | Petrohrad, Rusko                      | tvrdý (h)   | Timea Bacsinszká         | Alla Kudrjavcevová Katarina Srebotniková    | 2–6, 6–1, [10–3] |
| Vítězka    | 8.  | 29. července 2018 | Moskva, Rusko                         | antuka      | Anastasija Potapovová    | Alexandra Panovová Galina Voskobojevová     | 6–0, 6–3         |
| Vítězka    | 9.  | 24. února 2019    | Budapešť, Maďarsko                    | tvrdý (h)   | Jekatěrina Alexandrovová | Fanny Stollárová Heather Watsonová          | 6–4, 4–6, [10–7] |
| Vítězka    | 10. | 11. září 2020     | US Open, New York, Spojené státy (2)  | tvrdý       | Laura Siegemundová       | Nicole Melicharová Sü I-fan                 | 6–4, 6–4         |
| Vítězka    | 11. | 6. března 2022    | Lyon, Francie                         | tvrdý (h)   | Laura Siegemundová       | Alicia Barnettová Olivia Nichollsová        | 7–6, 6–1         |
| Vítězka    | 12. | 3. dubna 2022     | Miami, Spojené státy                  | tvrdý       | Laura Siegemundová       | Veronika Kuděrmetovová Elise Mertensová     | 7–6(7–3), 7–5    |
| Vítězka    | 13. | 6. srpna 2023     | Washington, D.C., Spojené státy       | tvrdý       | Laura Siegemundová       | Alexa Guarachiová Monica Niculescuová       | 6–4, 6–4         |
| Finalistka | 7.  | 10. září 2023     | US Open, New York, Spojené státy      | tvrdý       | Laura Siegemundová       | Gabriela Dabrowská Erin Routliffeová        | 6–7(9–11), 3–6   |
| Vítězka    | 14. | 30. září 2023     | Ning-po, Čína                         | tvrdý       | Laura Siegemundová       | Kuo Chan-jü Ťiang Sin-jü                    | 4–6, 6–3, [10–5] |
| Vítězka    | 15. | 22. října 2023    | Nan-čchang, Čína                      | tvrdý       | Laura Siegemundová       | Eri Hozumiová Makoto Ninomijová             | 6–4, 6–2         |
| Vítězka    | 16. | 6. listopadu 2023 | Turnaj mistryň, Cancún, Mexiko        | tvrdý       | Laura Siegemundová       | Nicole Melichar-Martinezová Ellen Perezová  | 6–4, 6–4         |

## Finále série WTA 125
| Legenda                  |
| ------------------------ |
| D – dvouhra; Č – čtyřhra |
| WTA 125 (0–1 D; 2–2 Č)   |

### Dvouhra: 1 (1–0)
| Stav       | č. | datum         | turnaj        | povrch | soupeřka ve finále | výsledek |
| ---------- | -- | ------------- | ------------- | ------ | ------------------ | -------- |
| Finalistka | 1. | 10. září 2017 | Ta-lien, Čína | tvrdý  | Kateryna Kozlovová | 4–6, 2–6 |

### Čtyřhra: 4 (2–2)
| Stav       | č. | datum         | turnaj           | povrch    | spoluhráčka         | soupeřky ve finále                          | výsledek               |
| ---------- | -- | ------------- | ---------------- | --------- | ------------------- | ------------------------------------------- | ---------------------- |
| Finalistka | 1. | listopad 2018 | Limoges, Francie | tvrdý (h) | Timea Bacsinszká    | Veronika Kuděrmetovová Galina Voskobojevová | 5–7, 4–6               |
| Finalistka | 2. | prosinec 2021 | Angers, Francie  | tvrdý (h) | Monica Niculescuová | Tereza Mihalíková Greet Minnenová           | 6–4, 1–6, [8–10]       |
| Vítězka    | 1. | prosinec 2021 | Limoges, Francie | tvrdý (h) | Monica Niculescuová | Estelle Cascinová Jessika Ponchetová        | 6–4, 6–4               |
| Vítězka    | 2. | květen 2023   | Paříž, Francie   | antuka    | Anna Danilinová     | Nadija Kičenoková Alycia Parksová           | 5–7, 7–6(7–2), [14–12] |

## Postavení na konečném žebříčku WTA

### Dvouhra
| Rok    | 2000 | 2001   | 2002  | 2003  | 2004  | 2005  | 2006  | 2007  | 2008 | 2009 | 2010 | 2011 | 2012  | 2013 | 2014 | 2015   | 2016 | 2017 | 2018   | 2019   | 2020   | 2021  | 2022   | 2023   |
| Pořadí | 357. | ▼ 365. | ▲ 45. | ▲ 13. | ▲ 11. | ▼ 42. | ▲ 24. | ▲ 23. | ▲ 7. | ▼ 9. | ▲ 2. | ▼ 7. | ▼ 98. | —    | 251. | ▲ 182. | —    | 204. | ▲ 123. | ▼ 141. | ▼ 163. | ▲ 87. | ▼ 273. | ▲ 256. |

### Čtyřhra
| Rok    | 2001 | 2002   | 2003  | 2004  | 2005  | 2006  | 2007  | 2008  | 2009  | 2010  | 2011  | 2012  | 2013 | 2014 | 2015 | 2016 | 2017 | 2018 | 2019  | 2020  | 2021  | 2022  | 2023 |
| Pořadí | 543. | ▲ 387. | ▲ 73. | ▲ 15. | ▲ 10. | ▼ 18. | ▼ 72. | ▲ 48. | ▼ 58. | ▲ 33. | ▼ 83. | ▲ 33. | —    | 345. | 174. | —    | —    | 56.  | ▼ 71. | ▲ 40. | ▼ 53. | ▲ 31. | ▲ 9. |